# Soupisky mužstev na mistrovství světa ve fotbale 2018 (skupina H)
Toto je soupiska čtyř mužstev skupiny H na Mistrovství světa ve fotbale 2018.

## Polsko
| Číslo                                       | Jméno                   | Stát / klub                       | Datum narození          | Foto                                        |
| Brankáři                                    | Brankáři                | Brankáři                          | Brankáři                | Brankáři                                    |
| ------------------------------------------- | ----------------------- | --------------------------------- | ----------------------- | ------------------------------------------- |
| 1                                           | Wojciech Szczęsny       | Juventus FC (Itálie)              | 18.4.1990               | Archivováno 23. 6. 2018 na Wayback Machine. |
| 12                                          | Bartosz Bialkowski      | Ipswich Town FC (Anglie)          | 6.7.1987                | Archivováno 23. 6. 2018 na Wayback Machine. |
| 22                                          | Łukasz Fabiański        | Swansea City AFC (Wales)          | 18.4.1985               | Archivováno 23. 6. 2018 na Wayback Machine. |
| Obránci                                     |                         |                                   |                         |                                             |
| 2                                           | Michał Pazdan           | Legia Varšava (Polsko)            | 21.9.1987               | Archivováno 23. 6. 2018 na Wayback Machine. |
| 3                                           | Artur Jędrzejczyk       | Legia Varšava (Polsko)            | 4.11.1987               | Archivováno 23. 6. 2018 na Wayback Machine. |
| 4                                           | Thiago Cionek           | S.P.A.L. (Itálie)                 | 21.4.1986               | Archivováno 23. 6. 2018 na Wayback Machine. |
| 5                                           | Jan Bednarek            | Southampton FC (Anglie)           | 12.4.1996               | Archivováno 23. 6. 2018 na Wayback Machine. |
| 15                                          | Kamil Glik              | AS Monaco FC (Francie)            | 3.2.1988                | Archivováno 23. 6. 2018 na Wayback Machine. |
| 18                                          | Bartosz Bereszyňski     | UC Sampdoria (Itálie)             | 12.7.1992               | Archivováno 23. 6. 2018 na Wayback Machine. |
| 20                                          | Łukasz Piszczek         | Borussia Dortmund (Německo)       | 3.6.1985                | Archivováno 23. 6. 2018 na Wayback Machine. |
| Záložníci                                   |                         |                                   |                         |                                             |
| 6                                           | Jacek Góralski          | PFK Ludogorec Razgrad (Bulharsko) | 21.9.1992               | Archivováno 23. 6. 2018 na Wayback Machine. |
| 8                                           | Karol Linetty           | UC Sampdoria (Itálie)             | 2.2.1995                | Archivováno 23. 6. 2018 na Wayback Machine. |
| 10                                          | Grzegorz Krychowiak     | West Bromwich Albion FC (Anglie)  | 29.1.1990               | Archivováno 23. 6. 2018 na Wayback Machine. |
| 11                                          | Kamil Grosicki          | Hull City AFC (Anglie)            | 8.6.1988                | Archivováno 23. 6. 2018 na Wayback Machine. |
| 13                                          | Maciej Rybus            | FK Lokomotiv Moskva (Rusko)       | 19.8.1989               | Archivováno 23. 6. 2018 na Wayback Machine. |
| 16                                          | Jakub Błaszczykowski    | VfL Wolfsburg (Německo)           | 14.12.1985              | Archivováno 23. 6. 2018 na Wayback Machine. |
| 17                                          | Sławomir Peszko         | Lechia Gdańsk (Polsko)            | 19.2.1985               | Archivováno 23. 6. 2018 na Wayback Machine. |
| 19                                          | Piotr Zieliński         | SSC Neapol (Itálie)               | 20.5.1994               | Archivováno 23. 6. 2018 na Wayback Machine. |
| 21                                          | Rafał Kurzawa           | Górnik Zabrze (Polsko)            | 29.1.1993               | Archivováno 23. 6. 2018 na Wayback Machine. |
| Útočníci                                    |                         |                                   |                         |                                             |
| 7                                           | Arkadiusz Milik         | SSC Neapol (Itálie)               | 28.2.1994               | Archivováno 23. 6. 2018 na Wayback Machine. |
| 9                                           | Robert Lewandowski –    | FC Bayern Mnichov (Německo)       | 21.8.1988               | Archivováno 23. 6. 2018 na Wayback Machine. |
| 14                                          | Łukasz Teodorczyk       | RSC Anderlecht (Belgie)           | 3.6.1991                | Archivováno 23. 6. 2018 na Wayback Machine. |
| 23                                          | Dawid Kownacki          | UC Sampdoria (Itálie)             | 14.3.1997               | Archivováno 23. 6. 2018 na Wayback Machine. |
| Hlavní trenér                               |                         |                                   |                         |                                             |
| Adam Nawałka 23.10.1957                     | Adam Nawałka 23.10.1957 | Adam Nawałka 23.10.1957           | Adam Nawałka 23.10.1957 | Archivováno 23. 6. 2018 na Wayback Machine. |
| Soupiska na FIFA.com                        |                         |                                   |                         |                                             |
| Archivováno 20. 6. 2018 na Wayback Machine. |                         |                                   |                         |                                             |

## Senegal
| Číslo                                       | Jméno                     | Stát / klub                        | Datum narození        | Foto                                        |
| Brankáři                                    | Brankáři                  | Brankáři                           | Brankáři              | Brankáři                                    |
| ------------------------------------------- | ------------------------- | ---------------------------------- | --------------------- | ------------------------------------------- |
| 1                                           | Abdoullaye Diallo         | Stade Rennais FC (Francie)         | 30.3.1992             | Archivováno 23. 6. 2018 na Wayback Machine. |
| 16                                          | Khadim Ndiaye             | Horoya FC (Guinea)                 | 30.11.1984            | Archivováno 23. 6. 2018 na Wayback Machine. |
| 23                                          | Alfred Gomis              | S.P.A.L. (Itálie)                  | 5.9.1993              | Archivováno 23. 6. 2018 na Wayback Machine. |
| Obránci                                     |                           |                                    |                       |                                             |
| 2                                           | Adama Mbengue             | SM Caen (Francie)                  | 1.12.1993             | Archivováno 23. 6. 2018 na Wayback Machine. |
| 3                                           | Kalidou Koulibaly         | SSC Neapol (Itálie)                | 20.6.1991             | Archivováno 23. 6. 2018 na Wayback Machine. |
| 4                                           | Serigne Modou Kara Mbodji | RSC Anderlecht (Belgie)            | 11.11.1989            | Archivováno 23. 6. 2018 na Wayback Machine. |
| 12                                          | Youssouf Sabaly           | FC Girondins de Bordeaux (Francie) | 5.3.1993              | Archivováno 23. 6. 2018 na Wayback Machine. |
| 21                                          | Lamine Gassama            | Alanyaspor (Turecko)               | 20.10.1989            | Archivováno 23. 6. 2018 na Wayback Machine. |
| 22                                          | Moussa Wagué              | KAS Eupen (Belgie)                 | 4.10.1998             | Archivováno 23. 6. 2018 na Wayback Machine. |
| Záložníci                                   |                           |                                    |                       |                                             |
| 5                                           | Idrissa Gueye             | Everton FC (Anglie)                | 20.6.1989             | Archivováno 23. 6. 2018 na Wayback Machine. |
| 6                                           | Salif Sané                | Hannover 96 (Německo)              | 25.8.1990             | Archivováno 23. 6. 2018 na Wayback Machine. |
| 8                                           | Cheikhou Kouyaté –        | West Ham United FC (Anglie)        | 21.12.1989            | Archivováno 23. 6. 2018 na Wayback Machine. |
| 11                                          | Cheikh N'Doye             | Birmingham City FC (Anglie)        | 29.3.1986             | Archivováno 23. 6. 2018 na Wayback Machine. |
| 13                                          | Alfred Ndiaye             | Everton FC (Anglie)                | 6.3.1990              | Archivováno 23. 6. 2018 na Wayback Machine. |
| 17                                          | Badou Ndiaye              | Stoke City FC (Anglie)             | 27.10.1990            | Archivováno 23. 6. 2018 na Wayback Machine. |
| Útočníci                                    |                           |                                    |                       |                                             |
| 7                                           | Moussa Sow                | Bursaspor (Turecko)                | 19.1.1986             | Archivováno 23. 6. 2018 na Wayback Machine. |
| 9                                           | Mame Biram Diouf          | Stoke City FC (Anglie)             | 16.12.1987            | Archivováno 23. 6. 2018 na Wayback Machine. |
| 10                                          | Sadio Mané                | Liverpool FC (Anglie)              | 10.4.1992             | Archivováno 23. 6. 2018 na Wayback Machine. |
| 14                                          | Moussa Konaté             | Amiens SC (Francie)                | 3.4.1993              | Archivováno 23. 6. 2018 na Wayback Machine. |
| 15                                          | Diafra Sakho              | Stade Rennais FC (Francie)         | 24.12.1989            | Archivováno 23. 6. 2018 na Wayback Machine. |
| 18                                          | Ismaila Sarr              | Stade Rennais FC (Francie)         | 25.2.1998             | Archivováno 23. 6. 2018 na Wayback Machine. |
| 19                                          | M'Baye Niang              | Turín FC (Itálie)                  | 19.11.1994            | Archivováno 23. 6. 2018 na Wayback Machine. |
| 20                                          | Keita Baldé               | AS Monaco FC (Francie)             | 8.3.1995              | Archivováno 22. 6. 2018 na Wayback Machine. |
| Hlavní trenér                               |                           |                                    |                       |                                             |
| Aliou Cissé 24.3.1976                       | Aliou Cissé 24.3.1976     | Aliou Cissé 24.3.1976              | Aliou Cissé 24.3.1976 | Archivováno 23. 6. 2018 na Wayback Machine. |
| Soupiska na FIFA.com                        |                           |                                    |                       |                                             |
| Archivováno 24. 6. 2018 na Wayback Machine. |                           |                                    |                       |                                             |

## Kolumbie
| Číslo                                       | Jméno                   | Stát / klub                              | Datum narození         | Foto                                        |
| Brankáři                                    | Brankáři                | Brankáři                                 | Brankáři               | Brankáři                                    |
| ------------------------------------------- | ----------------------- | ---------------------------------------- | ---------------------- | ------------------------------------------- |
| 1                                           | David Ospina            | Arsenal FC (Anglie)                      | 31.8.1988              | Archivováno 23. 6. 2018 na Wayback Machine. |
| 12                                          | Camilo Vargas           | Atlético Nacional (Kolumbie)             | 9.1.1989               | Archivováno 23. 6. 2018 na Wayback Machine. |
| 22                                          | José Fernando Cuadrado  | Once Caldas (Kolumbie)                   | 1.6.1985               | Archivováno 23. 6. 2018 na Wayback Machine. |
| Obránci                                     |                         |                                          |                        |                                             |
| 2                                           | Cristián Zapata         | AC Milán (Itálie)                        | 30.9.1986              | Archivováno 23. 6. 2018 na Wayback Machine. |
| 3                                           | Óscar Murillo           | CF Pachuca (Mexiko)                      | 18.4.1988              | Archivováno 23. 6. 2018 na Wayback Machine. |
| 4                                           | Santiago Arias          | PSV Eindhoven (Nizozemsko)               | 13.1.1992              | Archivováno 23. 6. 2018 na Wayback Machine. |
| 13                                          | Yerry Mina              | FC Barcelona (Španělsko)                 | 23.9.1994              | Archivováno 23. 6. 2018 na Wayback Machine. |
| 17                                          | Johan Mojica            | Rayo Vallecano (Španělsko)               | 21.8.1992              | Archivováno 23. 6. 2018 na Wayback Machine. |
| 18                                          | Farid Díaz              | Club Olimpia (Paraguay)                  | 20.7.1983              | Archivováno 23. 6. 2018 na Wayback Machine. |
| 23                                          | Davinson Sánchez        | Tottenham Hotspur FC (Anglie)            | 12.6.1996              | Archivováno 23. 6. 2018 na Wayback Machine. |
| Záložníci                                   |                         |                                          |                        |                                             |
| 5                                           | Willmar Barrios         | CA Boca Juniors (Argentina)              | 16.10.1993             | Archivováno 23. 6. 2018 na Wayback Machine. |
| 6                                           | Carlos Sánchez          | RCD Espanyol (Španělsko)                 | 6.2.1986               | Archivováno 23. 6. 2018 na Wayback Machine. |
| 8                                           | Abel Aguilar            | Deportivo Cali (Uruguay)                 | 6.1.1985               | Archivováno 23. 6. 2018 na Wayback Machine. |
| 10                                          | James Rodríguez         | FC Bayern Mnichov (Německo)              | 12.7.1991              | Archivováno 23. 6. 2018 na Wayback Machine. |
| 11                                          | Juan Guillermo Cuadrado | Juventus FC (Itálie)                     | 26.5.1988              | Archivováno 23. 6. 2018 na Wayback Machine. |
| 15                                          | Mateus Uribe            | Atlético Nacional (Kolumbie)             | 21.3.1991              | Archivováno 23. 6. 2018 na Wayback Machine. |
| 16                                          | Jefferson Lerma         | Levante UD (Španělsko)                   | 25.10.1994             | Archivováno 23. 6. 2018 na Wayback Machine. |
| 20                                          | Juan Fernando Quintero  | CA River Plate (Argentina)               | 19.1.1993              | Archivováno 23. 6. 2018 na Wayback Machine. |
| Útočníci                                    |                         |                                          |                        |                                             |
| 7                                           | Carlos Bacca            | AC Milán (Itálie)                        | 8.9.1986               | Archivováno 23. 6. 2018 na Wayback Machine. |
| 9                                           | Radamel Falcao –        | AS Monaco FC (Francie)                   | 10.2.1986              | Archivováno 23. 6. 2018 na Wayback Machine. |
| 14                                          | Luis Muriel             | Sevilla FC (Španělsko)                   | 18.4.1991              | Archivováno 23. 6. 2018 na Wayback Machine. |
| 19                                          | Miguel Borja            | Sociedade Esportiva Palmeiras (Brazílie) | 26.1.1993              | Archivováno 23. 6. 2018 na Wayback Machine. |
| 21                                          | José Izquierdo          | Brighton & Hove Albion FC (Anglie)       | 7.7.1992               | Archivováno 23. 6. 2018 na Wayback Machine. |
| Hlavní trenér                               |                         |                                          |                        |                                             |
| José Pékerman 3.9.1949                      | José Pékerman 3.9.1949  | José Pékerman 3.9.1949                   | José Pékerman 3.9.1949 | Archivováno 23. 6. 2018 na Wayback Machine. |
| Soupiska na FIFA.com                        |                         |                                          |                        |                                             |
| Archivováno 20. 6. 2018 na Wayback Machine. |                         |                                          |                        |                                             |

## Japonsko
| Číslo                                       | Jméno                 | Stát / klub                   | Datum narození        | Foto                                        |
| Brankáři                                    | Brankáři              | Brankáři                      | Brankáři              | Brankáři                                    |
| ------------------------------------------- | --------------------- | ----------------------------- | --------------------- | ------------------------------------------- |
| 1                                           | Eidži Kawašima        | FC Metz (Francie)             | 20.3.1983             | Archivováno 23. 6. 2018 na Wayback Machine. |
| 12                                          | Masaaki Higašiguči    | Gamba Ósaka (Japonsko)        | 12.5.1986             | Archivováno 23. 6. 2018 na Wayback Machine. |
| 23                                          | Kósuke Nakamura       | Kašiwa Reysol (Japonsko)      | 27.2.1995             | Archivováno 20. 6. 2018 na Wayback Machine. |
| Obránci                                     |                       |                               |                       |                                             |
| 2                                           | Naomiči Ueda          | Kašima Antlers (Japonsko)     | 24.10.1994            | Archivováno 23. 6. 2018 na Wayback Machine. |
| 3                                           | Gen Šódži             | Kašima Antlers (Japonsko)     | 11.12.1992            | Archivováno 23. 6. 2018 na Wayback Machine. |
| 5                                           | Júto Nagatomo         | Galatasaray SK (Turecko)      | 12.9.1986             | Archivováno 23. 6. 2018 na Wayback Machine. |
| 6                                           | Wataru Endó           | Urawa Red Diamonds (Japonsko) | 9.2.1993              | Archivováno 23. 6. 2018 na Wayback Machine. |
| 19                                          | Hiroki Sakai          | Olympique Marseille (Francie) | 12.4.1990             | Archivováno 23. 6. 2018 na Wayback Machine. |
| 20                                          | Tomoaki Makino        | Urawa Red Diamonds (Japonsko) | 11.5.1987             | Archivováno 23. 6. 2018 na Wayback Machine. |
| 21                                          | Gótoku Sakai          | Hamburger SV (Německo)        | 14.3.1991             | Archivováno 23. 6. 2018 na Wayback Machine. |
| 22                                          | Maja Jošida           | Southampton FC (Anglie)       | 24.8.1988             | Archivováno 23. 6. 2018 na Wayback Machine. |
| Záložníci                                   |                       |                               |                       |                                             |
| 4                                           | Keisuke Honda         | CF Pachuca (Mexiko)           | 13.6.1986             | Archivováno 23. 6. 2018 na Wayback Machine. |
| 7                                           | Gaku Šibasaki         | Getafe CF (Španělsko)         | 28.5.1992             | Archivováno 23. 6. 2018 na Wayback Machine. |
| 8                                           | Genki Haraguči        | Fortuna Düsseldorf (Německo)  | 9.5.1991              | Archivováno 23. 6. 2018 na Wayback Machine. |
| 10                                          | Šindži Kagawa         | Borussia Dortmund (Německo)   | 17.3.1989             | Archivováno 23. 6. 2018 na Wayback Machine. |
| 11                                          | Takaši Usami          | Fortuna Düsseldorf (Německo)  | 6.5.1992              | Archivováno 23. 6. 2018 na Wayback Machine. |
| 14                                          | Takaši Inui           | SD Eibar (Španělsko)          | 2.6.1988              | Archivováno 23. 6. 2018 na Wayback Machine. |
| 16                                          | Hotaru Jamaguči       | Cerezo Ósaka (Japonsko)       | 6.10.1990             | Archivováno 23. 6. 2018 na Wayback Machine. |
| 17                                          | Makoto Hasebe –       | Eintracht Frankfurt (Německo) | 18.1.1984             | Archivováno 23. 6. 2018 na Wayback Machine. |
| 18                                          | Rjóta Óšima           | Kawasaki Frontale (Japonsko)  | 23.1.1993             | Archivováno 23. 6. 2018 na Wayback Machine. |
| Útočníci                                    |                       |                               |                       |                                             |
| 9                                           | Šindži Okazaki        | Leicester City FC (Anglie)    | 16.4.1986             | Archivováno 23. 6. 2018 na Wayback Machine. |
| 13                                          | Jošinori Mutó         | 1. FSV Mainz 05 (Německo)     | 15.7.1992             | Archivováno 23. 6. 2018 na Wayback Machine. |
| 15                                          | Júja Ósako            | 1. FC Köln (Německo)          | 18.5.1990             | Archivováno 25. 6. 2018 na Wayback Machine. |
| Hlavní trenér                               |                       |                               |                       |                                             |
| Akira Nišino 7.4.1955                       | Akira Nišino 7.4.1955 | Akira Nišino 7.4.1955         | Akira Nišino 7.4.1955 | Archivováno 23. 6. 2018 na Wayback Machine. |
| Soupiska na FIFA.com                        |                       |                               |                       |                                             |
| Archivováno 15. 6. 2018 na Wayback Machine. |                       |                               |                       |                                             |